# Bacino areico

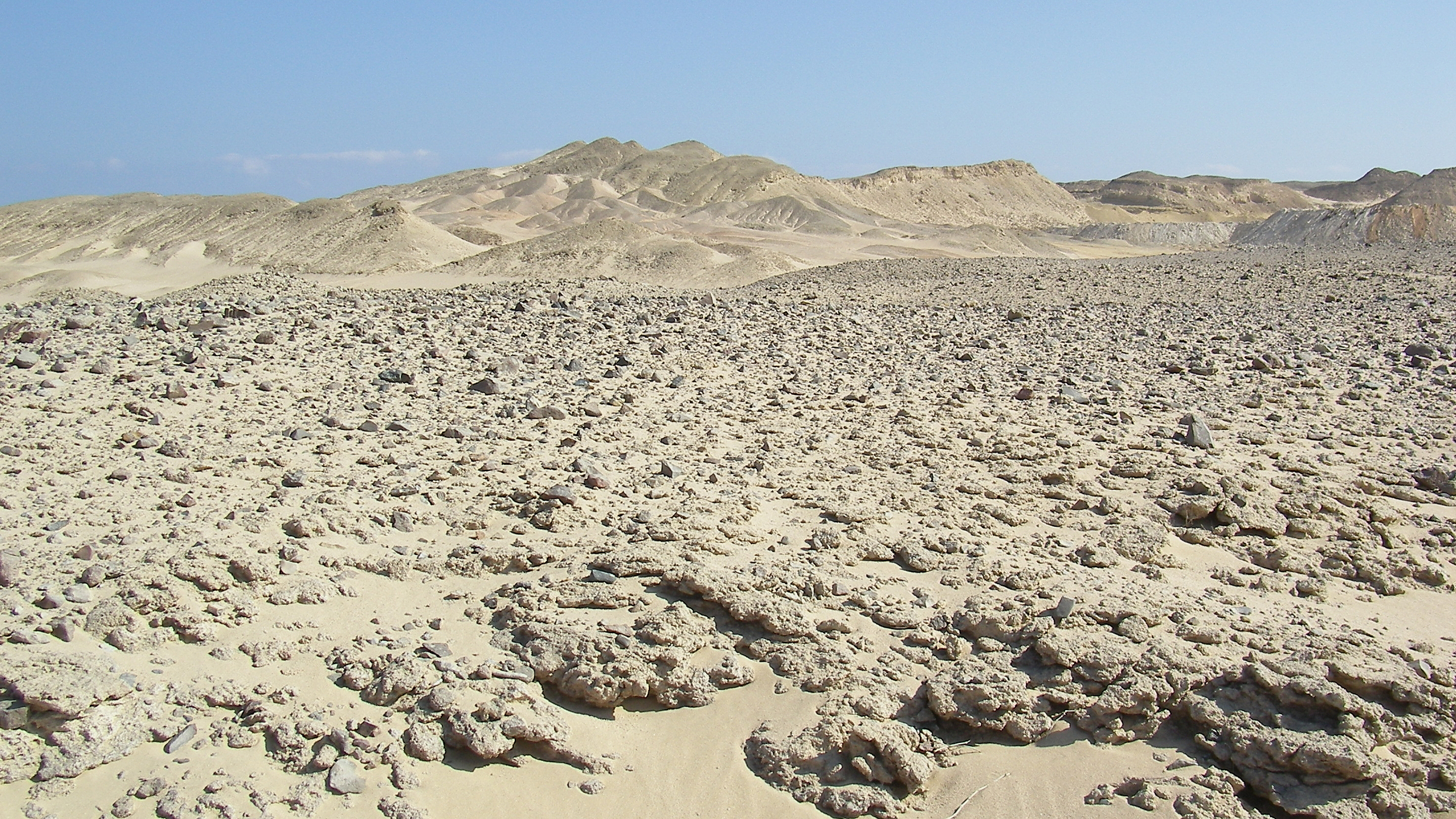
Il deserto è una tipica zona areica (qui il Sahara orientale nei pressi di Hurghada, a qualche chilometro dal mar Rosso egiziano).

Con il termine bacino areico (o zona areica) si indica un territorio sulla cui superficie non scorrono fiumi, intesi nel loro significato specifico di corsi d'acqua perenni.

## Etimologia
L'aggettivo areico, nella sua accezione geografica, deriva dal greco antico ed è composto da α- (alpha privativo) e dal verbo ρέω (scorrere), quindi con il valore di "non scorrere".
L'aggettivo è stato introdotto nella terminologia geografica da Emmanuel de Martonne e Léon Aufrère, che si avvalgono anche degli attributi "endoreico" (bacino imbrifero senza emissari, come ad esempio quello del mar Caspio, che drena l'acqua al proprio interno) ed "exoreico/esoreico" (territorio che ha invece un deflusso normale delle proprie acque verso il mare).

## Diffusione
Le zone areiche sussistono prevalentemente nelle regioni desertiche o comunque con precipitazioni meteoriche molto scarse e coprono circa 30 milioni di km² della superficie terrestre, diffuse in gran parte dell'Australia, del deserto del Gobi, del deserto Arabico, del Sahara e del Kalahari, ma sono presenti anche in zone interne della Cina e del Nordamerica. Vengono considerate areiche anche zone con piovosità normale, ma caratterizzate da una estrema permeabilità del suolo o da carsismo con assenza di circolazione idrica in superficie.